# Ochthebius pusillus
Ochthebius pusillus es una especie de escarabajo del género Ochthebius, familia Hydraenidae. Fue descrita científicamente por Stephens en 1835.
Se distribuye por Hungría, en el lago Neusiedl. Mide 1,4-1,7 milímetros de longitud y su edeago 0,3 milímetros.